# 별기군
별기군(別技軍)은 1881년 (고종 18년) 5월 일본을 롤모델로 삼아서 옛 오군영으로부터 몸이 튼튼한 80명의 지원자를 뽑아 무위영에 소속시켜 창설한 신식군대이다. 별기군이라는 이 군대의 미곡 창고로는 남창이 있었다. 별기군이라는 이 군대는 통리기무아문의 개화 정책에 따라 편성되었다.
양반들을 모아 만든 부대였다. 구식군에서 신식군으로 넘어가는 과도기의 갈등도 뒤따랐다. 당시 훈련받던 양반층은 조선말기 부패해가던 지도층이었다.
훈련은 일본인 교관 호리모토 레이조(堀本礼造)가 맡았다.  신식무기를 사용하여 훈련하였으며, 창설 후 이들은 훈련도감 중 최대 규모의 병영이었던 하도감(下都監)을 훈련장으로 사용한다.
을미사변 후에는 러시아가 영향을 미친다. 아관파천 시절에 프차토이 육군 대령은 친위대를 교육했다. 부사관 10여명과 2명의 장교를 기간 요원으로 데리고 그는 5개 대대에서 800명의 인원을 차출하여 교육했다.
러시아어 구령에 맞춰서 훈련을 할 정도라 검열하던 고종의 표정이 착잡했다고 한다. 1900년에 복장을 다 러시아 육군 식으로 통일했다. 구식군의 반발은 상당히 심했고 특히 평양 출신의 병들이 심했다고 한다. 러시아 말고도 각 외국 학교들에선 자기들 식으로 교련을 가르쳐 구호도 제각각이였다. 그나마 육군무관학교가 세워지면서 정식으로 기틀을 잡아갈 기회를 얻은 듯 했지만, 러일전쟁 후 을사조약을 거치면서 물거품이 된다.
별기군은 기존 구식군대에 비해 급료나 피복 등 모든 대우가 좋았기 때문에 당시 사람들에게 왜별기라는 비아냥을 들었으며 이후 이러한 차별은 구식 군인들이 1882년 임오군란을 일으키는 원인 중 하나로 작용하게 된다.

## 같이 보기
- 오군영
- 통제영학당